# Кубринский сельсовет
Кубринский сельсовет — административно-территориальная единица и муниципальное образование со статусом сельского поселения в Лакском районе Дагестана Российской Федерации.
Административный центр — село Кубра.

## Население
| 2002 | 2010 | 2012 | 2013 | 2014 | 2015 | 2016 |
| ---- | ---- | ---- | ---- | ---- | ---- | ---- |
| 307  | ↘263 | ↘258 | →258 | ↘255 | ↘251 | ↗252 |
| 2017 | 2018 | 2019 | 2020 | 2021 | 2023 | 2024 |
| →252 | ↘249 | ↘245 | ↘242 | ↘210 | ↘202 | ↘201 |
| 2025 |      |      |      |      |      |      |
| ↗204 |      |      |      |      |      |      |

## Состав
| № | Населённый пункт | Тип населённого пункта       | Население |
| - | ---------------- | ---------------------------- | --------- |
| 1 | Гущи             | село                         | ↘62       |
| 2 | Кубра            | село, административный центр | ↘148      |